# GOLDEN☆BEST 雪村いづみ EMI YEARS
『GOLDEN☆BEST 雪村いづみ EMI YEARS』（ゴールデン☆ベスト ゆきむらいづみ イーエムアイイヤーズ）は、日本の歌手である雪村いづみのベスト・アルバム。
2013年3月20日にEMIミュージック・ジャパンから発売された。

## 解説
通算3枚目のゴールデン☆ベスト。周年を記念したベスト・アルバム。T2・3・7は江利チエミ、T5・6・10・11は美空ひばり、T8はさだまさし、T9は山口百恵、T12は荒井由実 、T13はエディット・ピアフの曲をカバーしている。

## 収録曲
1. 想い出のワルツ (1998 Rec. ver.)
2. テネシー・ワルツ (1998 Rec. ver.)
3. カモンナ・マイ・ハウス (1998 Rec. ver.)
4. 約束 (1998 Rec. ver.)
5. 真赤な太陽 (1998 Rec. ver.)
6. 一本の鉛筆 (1998 Rec. ver.)
7. 酒場にて (1998 Rec. ver.)
8. 精霊流し
9. 秋桜
10. 愛燦燦 (1998 Rec. ver.)
11. 川の流れのように (1998 Rec. ver.)
12. ひこうき雲
13. パダム・パダム (1994 Live ver.)
14. 群集 (1994 Live ver.)
15. 私の回転木馬 (1994 Live ver.)
16. 虹 〜Singer〜